# Tomáš Vorel
Tomáš Vorel (Praga, 2 giugno 1957) è un regista e attore ceco.

## Biografia
Vorel è stato attivo dal 1976 presso il teatro satirico Sklep, e successivamente nel gruppo di pantomima del teatro Mimóza, entrambi di Praga.
Vive a Rabštejn nad Střelou, nel distretto di Plzeň-sever, Repubblica Ceca.
Per l'agosto 2020 è attesa l'uscita del suo film Cesta domů.

## Filmografia

### Regista
- Pražská pětka (1988)
- Kouř (1990)
- Kamenný most (1996)
- Cesta z města (2000)
- Z města cesta (2002)
- Skřítek (2005)
- Gympl (2007)
- Ulovit miliardáře (2009)
- Cesta do lesa (2012)
- Vejška (2014)
- The Good Plumber (Instalatér z Tuchlovic) (2016)

### Attore
- Pražská pětka  (1988)
- Díky za každé nové ráno, regia di Milan Šteindler (1993)
- Amerika (1993)
- Kamenný most (1996)
- Čas dluhů, regia di Irena Pavlásková (1998)
- Cesta z města (2000)
- Perníková věž, regia di Milan Šteindler (2002)
- Mazaný Filip, regia di Václava Marhoula (2003)
- Skřítek  (2005)
- Gympl (2007)
- Vejška (2014)